# Saint-Bihy
Saint-Bihy (bret. Sant-Bic'hi) – miejscowość i gmina we Francji, w regionie Bretania, w departamencie Côtes-d’Armor.
Według danych na rok 1990 gminę zamieszkiwało 198 osób, a gęstość zaludnienia wynosiła 24 osoby/km² (wśród 1269 gmin Bretanii Saint-Bihy plasuje się na 995. miejscu pod względem liczby ludności, natomiast pod względem powierzchni na miejscu 895.).